# Halina Szymańska (działaczka)

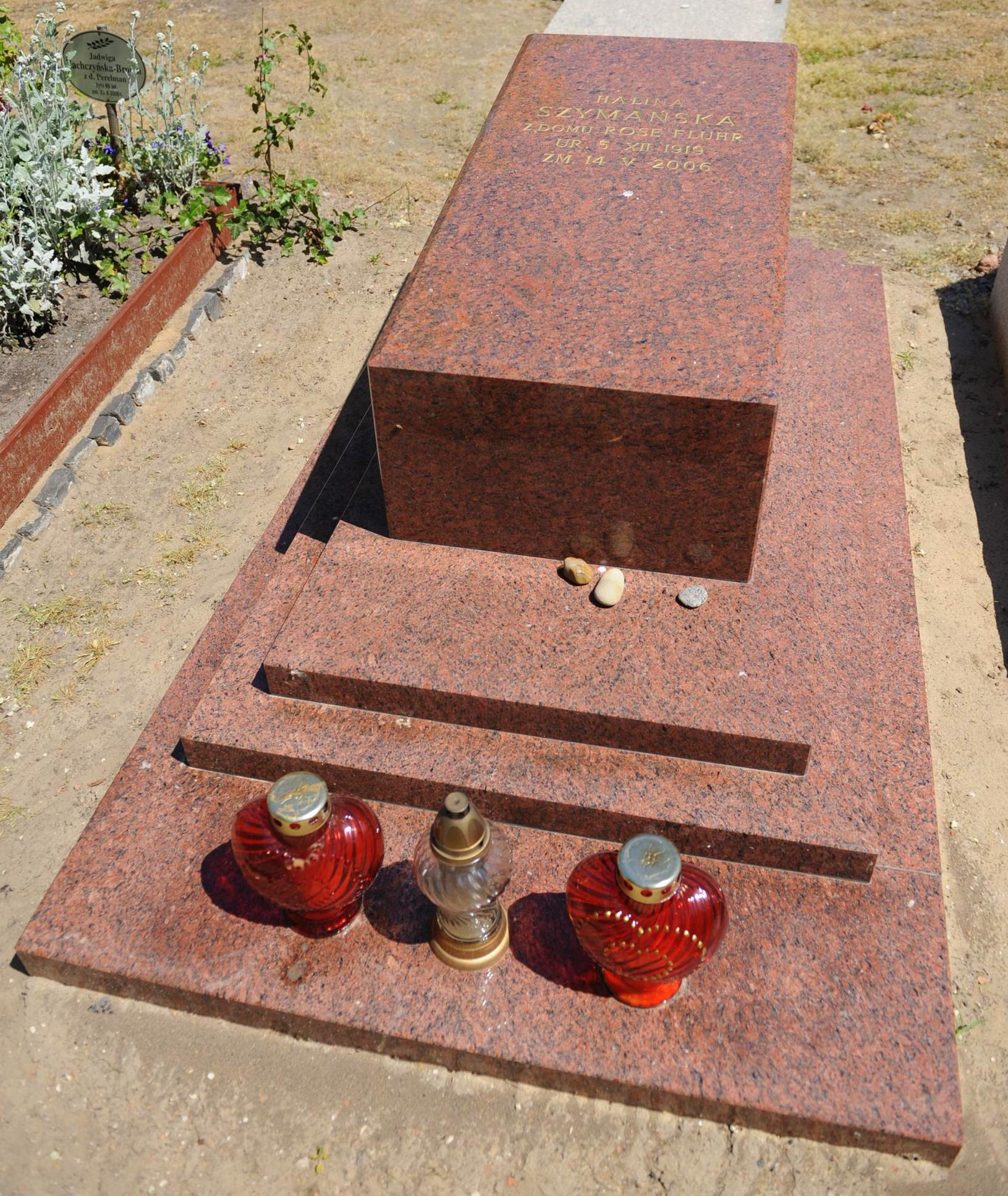
Grób Haliny Szymańskiej na cmentarzu żydowskim przy ulicy Okopowej w Warszawie

Halina Szymańska, pierwotnie Rose Fluhr (ur. 5 grudnia 1919 w Wiedniu, zm. 14 maja 2006 w Warszawie) – działaczka społeczności żydowskiej w Polsce, inicjatorka powstania Klubu Seniora przy Gminie Wyznaniowej Żydowskiej w Warszawie.
Urodziła się w Wiedniu w rodzinie żydowskiej, która następnie przeprowadziła się do Polski. Przed II wojną światową zdążyła ukończyć średnią szkołę hebrajską. Podczas wojny przebywała w tarnowskim getcie, z którego cudem udało się jej wydostać. Od tego czasu ukrywała się na aryjskich papierach w Warszawie. Po zakończeniu wojny była aktywnym członkiem Towarzystwa Społeczno-Kulturalnego Żydów w Polsce. W 1998 r. założyła działający przy Gminie Wyznaniowej Żydowskiej w Warszawie Klub Seniora, który prowadziła do śmierci.
Halina Szymańska jest pochowana na cmentarzu żydowskim przy ulicy Okopowej w Warszawie (kwatera 2).